# Isla Fidalgo
La isla Fidalgo es una isla en el condado de Skagit (Washington), ubicada a unos 60 mi (96,6 km) al norte de Seattle. Al este, está separada del continente por el canal Swinomish, y de la isla Whidbey al sur por el paso Deception. La isla debe su nombre al explorador y cartógrafo español Salvador Fidalgo, quien exploró la zona en 1790.
Su ciudad más grande y única es Anacortes, con una población de 17.637 habitantes de acuerdo con el censo de 2020. Anacortes cuenta con transboradores con servicio diario a las Islas San Juan y a la Isla Güemes.

## Geografía
La isla Fidalgo tiene una superficie terrestre de 106.684 km². Hay al menos ocho lagos importantes en la isla Fidalgo: Campbell, Erie, Heart, Little Cranberry, Mud, Pass, Trafton/Crater y Whistle.

## Historia

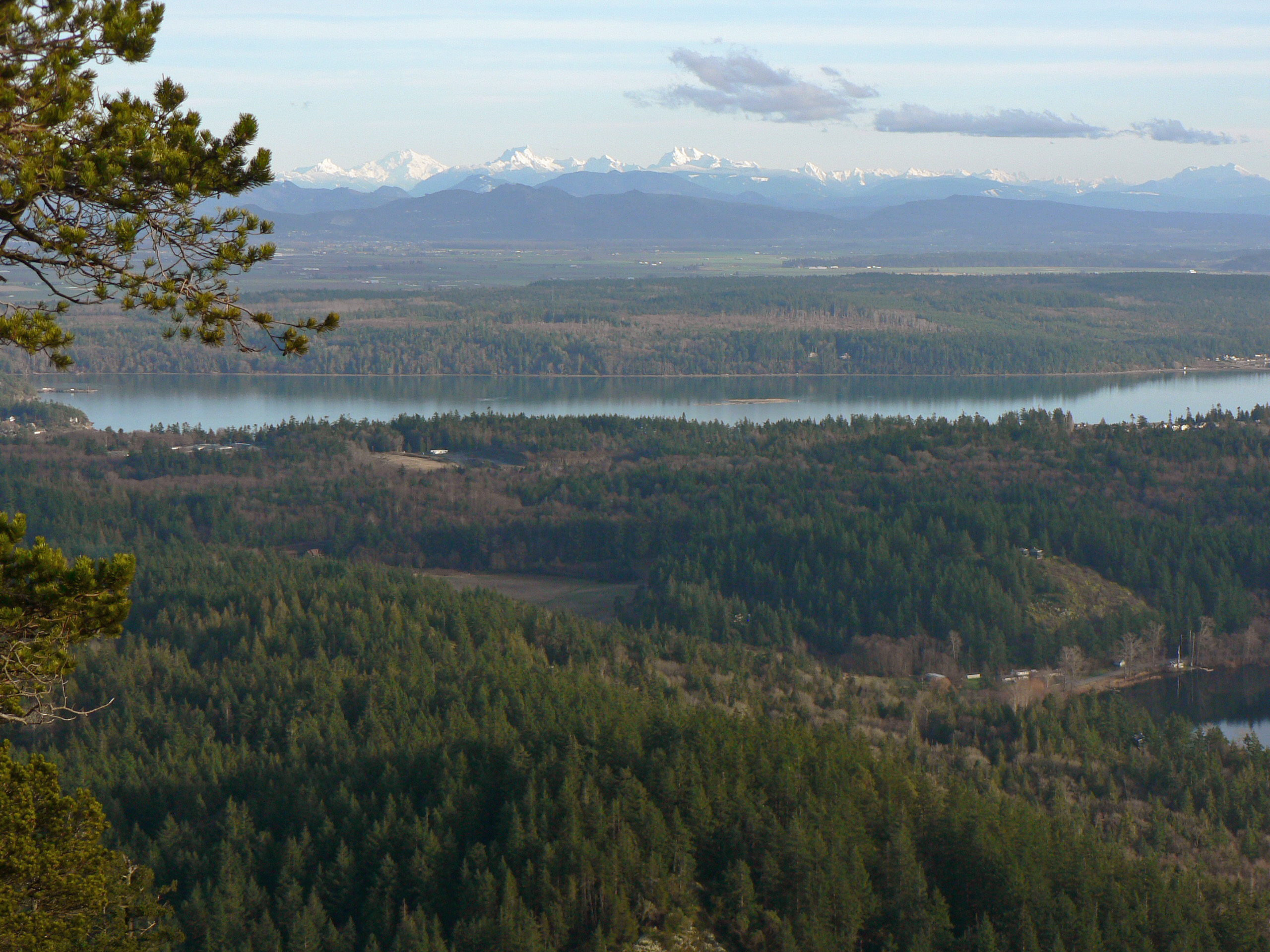
Isla Fidalgo, sureste, con el lago Campbell (abajo a la derecha) y la reserva india Swinomish más allá de la bahía Similk (centro)

En el momento del contacto europeo, la isla Fidalgo estaba habitada por los pueblos Samish y Swinomish. La Nación Indígena Samish mantiene presencia en la zona, con una oficina administrativa en Anacortes.
La isla Fidalgo debe su nombre al explorador y cartógrafo español Salvador Fidalgo quien exploró la zona en 1790 con la flota de Francisco de Eliza. Charles Wilkes descubrió que se trataba de una isla y no de parte del continente. La llamó Isla Perry en honor a Oliver Hazard Perry, el comandante estadounidense que ganó la Batalla del Lago Erie durante la Guerra de 1812. Siguiendo este tema, Wilkes bautizó el punto más alto de la isla como Monte Erie. Cuando Henry Kellett reorganizó las cartas oficiales del Almirantazgo británico en 1847, eliminó el nombre de Wilkes, Perry, y le otorgó el nombre de Fidalgo para honrar al explorador español. El punto más alto conservó el nombre de Erie.
El asentamiento alcanzó su punto máximo en la década de 1850 debido a la fiebre del oro del río Fraser y en 1890 debido a la especulación de que el área se convertiría en una terminal del ferrocarril del Pacífico Norte. Más tarde, la isla se convirtió en un importante centro pesquero y maderero.

## Transporte
De 1924 a 1935, la isla Fidalgo estuvo conectada a la isla Whidbey por el transbordador del paso Deception, que fue reemplazado en 1935 por la finalización del puente del paso Deception. Hoy en día, la isla Fidalgo es el sitio de la terminal de ferry que une Anacortes con la isla de Vancouver y las islas San Juan con el resto del estado. El servicio de transbordadores estacional de Anacortes a Sidney (Columbia Británica), se canceló en 2020 debido a la pandemia de COVID-19. Más tarde, se anunció que el servicio de transbordadores a Sidney no regresaría hasta 2030 como mínimo.

## Residentes notables
- Morris Graves, pintor
- Phil Elverum, músico
- Burl Ives, actor, cantante, personalidad de voz
- Jake Anderson, pescador y estrella de reality shows
- Casey Rigney, skater profesional, circo del sol